# Teateråret 1880

## Händelser

### Okänt datum
- Teatern Old Vic i London återinvigs som Coffee and Music Hall.[1]

## Årets uppsättningar

### April
- 8 april - Augusta Braunerhjelms pjäs Kåre har urpremiär på Kungliga Teatern i Stockholm.[2]

### Maj
- 3 maj - August Strindbergs pjäs Gillets hemlighet har urpremiär på Dramaten i Stockholm.[3]

### September
- 11 september - Anne Charlotte Lefflers pjäs Elfvan har urpremiär på Nya teatern i Stockholm.[4]

### Okänt datum
- Operan Aida har premiär på Kungliga Operan i Stockholm.
- Henrik Ibsens Ett dockhem uppförs i Stockholm och Göteborg.

## Födda
- 6 januari
  - Lisa Håkansson-Taube (död 1964), svensk skådespelare.
  - Tom Mix (död 1940), amerikansk skådespelare.
- 10 januari - Gull Natorp (död 1962), svensk skådespelare.
- 26 januari - Gunnar Helsengreen (död 1939), dansk skådespelare och teaterchef.
- 29 januari - W.C. Fields (död 1946), amerikansk skådespelare och komiker.
- 3 april - Yngwe Nyquist (död 1949), svensk skådespelare, opera- och operettsångare.
- 8 juni - Theodor Larsson (död 1937), svensk bondkomiker och visdiktare.
- 27 juni - Agnete von Prangen (död 1968), dansk skådespelare och manusförfattare.
- 12 juli - Tod Browning (död 1962), amerikansk filmregissör och skådespelare.
- 26 juli - Bror Abelli (död 1962), svensk regissör, skådespelare, sångare, författare och biografägare.
- 6 augusti - Hans Moser (död 1964), österrikisk skådespelare.
- 1 november - Sholem Asch (död 1957), amerikansk författare.
- 15 november - John Ekman (död 1949), svensk skådespelare.
- 26 december - Gösta Sjöberg (död 1967), svensk journalist, tidningsman, författare, och manusförfattare.

## Avlidna
- 14 februari - Wilhelmina Enbom, 75, svensk operasångerska.
- 27 februari - Maria Winge, 71, svensk skådespelerska.
- 22 maj - August Fredrik Dörum, 38, svensk skådespelare och konstnär.
- 7 oktober - Fredrika Stenhammar, 44, svensk operasångerska (sopran).

### Fotnoter
1. ↑  ”Old Vic”. Store norske leksikon. http://snl.no/Old_Vic. Läst 10 januari 2011.
2. ↑  ”Dramawebben”. Arkiverad från originalet den 11 augusti 2010. https://web.archive.org/web/20100811230729/http://www.dramawebben.se/pjas/kare. Läst 24 mars 2011.
3. ↑  ”Dramawebben”. Arkiverad från originalet den 25 maj 2012. https://archive.is/20120525101646/http://www.dramawebben.se/pjas/gillets-hemlighet. Läst 23 mars 2011.
4. ↑  ”Dramawebben”. Arkiverad från originalet den 11 augusti 2010. https://web.archive.org/web/20100811055145/http://www.dramawebben.se/pjas/elfvan. Läst 23 mars 2011.